# Palpomyia rivularis
Palpomyia rivularis är en tvåvingeart som beskrevs av Jean-Jacques Kieffer 1911. Palpomyia rivularis ingår i släktet Palpomyia och familjen svidknott. Inga underarter finns listade i Catalogue of Life.